# Arthur Allan Seidelman
Arthur Allan Seidelman es un director de televisión, cine, y director de teatro y un ocasional escritor, productor, y actor.

## Biografía
Nacido en la Ciudad de Nueva York,  recibió su B.A. de la Universidad de Whittier y un M.A. en teatro de UCLA.  Él posteriormente estudió con Sanford Meisner, quien se convirtió en su amigo y mentor de toda la vida.  Seidelman hizo su debut como director de cine con Hércules en Nueva York, una comedia de acción de 1969 que protagonizó Arnold Schwarzenegger. Los créditos adicionales incluyen El Llamador, Caminando por Egipto, Puerto Vallarta Squeeze, Las Hermanas, El Despertar de Primavera, y Los Niños de la Rabia (el cual también escribió).  Mientras investigaba para esa película,  él vivió extensamente en el Oriente Medio, incluyendo en campamentos de refugiados en el Líbano, donde en un punto, él fue tomado de rehén por extremistas.  La película fue proyectada para cuerpos internacionales importantes alrededor del mundo, incluyendo el Comité del Senado de los Estados Unidos en Relaciones Extranjeras y las Naciones Unidas.  Ha dirigido más de cincuenta películas y cien obras teatrales. Su película más reciente es la adaptación en 2014 de la obra teatral Seis Lecciones de Baile en Seis Semanas que protagoniza Gena Rowlands.
La mayoría de la carrera de Seidelman se ha desarrollado en la televisión dirigiendo películas como Macbeth, Maldad Inquietante, Póker Alice con Elizabeth Taylor, Una Amistad en Viena, Un Lugar para la Felicidad, Cosecha de Fuego, el secreto de Kate, Los Fugitivos, y Un Villancico-El Musical; episodios de series como Fama, Vida de Estudiante, Knots Landing, Canción Triste de Hill Street, Magnum, P.I., Se Ha Escrito un Crimen, Trapper John, M.D., La Ley de Los Angeles, y Un Año en la Vida, entre otros; y varios episodios de la serie ABC Afterschool Special . Por él último, ganó dos Premios Daytime Emmy por Dirección Individual Lograda en 1979 y 1981. Él recibió nominaciones adicionales de Premios Emmy por un episodio de Canción Triste de Hill Street, el especial de variedades de estrellas,  I Love Liberty, de 1982, y como anfitrión de la serie de PBS Actores sobre Actuación.  También ha ganado el Premio del Gremio de Escritores de Norteamérica por su contribución a I Love Liberty, presentando a Barbra Streisand, Shirley MacLaine, Jane Fonda, Burt Lancaster, Martin Sheen, y Dionne Warwick, así como dos Premios Christopher. Ha también ganó el Premio Peabody, el Premio Humanitas, el Premio del Patrimonio Occidental, y otros numerosos premios de festivales de cine internacionales, incluyendo el Premio Milagro para la Mejor Película Independiente Norteamericana por Las Hermanas.  Seidelman tuvo una aparición especial en el episodio final de ER.
Seidelman dirigió producciones de Broadway de Billy (1969), una adaptación musical de Billy Budd;  Vieux Carré (1977) por Tennessee Williams; y Seis Lecciones de Baile en Seis Semanas (2003) por Richard Alfieri. Seidelman dirigió un revival de The Most Happy Fella para la Ópera de la Ciudad de la Nueva York en 1991. Ha tenido un éxito considerable fuera de Broadway con producciones aclamadas de La Ceremonia de la Inocencia, por Ronald Ribman, Despierto y Cantar por Clifford Odets y Hamp por John Wilson, entre otros.  Él también dirigido a Madama Butterfly para Ópera Santa Bárbara y La Princesa Gitana para la Ópera Pacífica. En Los Ángeles,  ha dirigido revivals importantes de Hair, De Ti Canto, Mack y Mabel, Los Chicos de Siracusa, Locuras, y otros.  También en Los Ángeles dirigió la primera producción de Seis Lecciones de Baile en Seis Semanas y Las Hermanas.  Para teatros regionales,  ha dirigido La gata sobre el tejado de zinc, La Loba, Un Hombre para Todas las Estaciones, El Rugido del Greasepaint – El Olor de la Multitud, Romeo y Julieta, Paren al Mundo – Me Quiero Ir,  y La Tempestad, entre otros. Además,  se desempeñó como el Administrador del Teatro de Foro (ahora el Teatro Mitzi E. Newhouse) para el Teatro de Repertorio del Centro Lincoln para las Artes Escénicas y como Director Artístico de Teatro Vanguardista en Los Ángeles.
Ha dirigido a Seis Lecciones de Baile en Seis Semanas, de Richard Alfieri, en su premier de Los Ángeles (con Uta Hagen y David Hyde Pierce) en el Geffen Playhouse y en Broadway (con Polly Bergen y Mark Hamill), en el Lado Oeste (con Claire Florece y Billy Zane), en el Coconut Grove Playhouse (con Rue McClanahan y Mark Hamill), y un revival de Los Ángeles (con Constance Torres y Jason Graae). La obra se ha convertido en una de las obras teatrales más producidas en el mundo con producciones en 27 países. Seidelman recientemente dirigió la nueva obra de Alfieri, Revoluciones, en el Teatro de Barter.